# 贾斯珀·都铎

贝德福德公爵贾斯珀·都铎纹章

贾斯珀·都铎，第一代贝德福德公爵，第一代彭布罗克伯爵（Jasper Tudor, 1st Duke of Bedford, 1st Earl of Pembroke）, KG (威尔士语: Siasbar Tudur)（约1431年 – 1495年12月21日/26日），别名“哈特菲尔德（旷野）的贾斯珀”（Jasper of Hatfield），北威尔士的兰开斯特家族首领，里奇蒙伯爵亨利（即后来的英格兰国王亨利七世）的叔父和监护人。

## 生平
贾斯珀是欧文·都铎和瓦卢瓦的凯瑟琳（亨利五世的遗孀）的次子，1449年封爵士。他的同母异父兄弟亨利六世在1452年即位后，封他为彭布罗克伯爵。1456—1459年，他努力扩大自己在西威尔士的势力。1459年当约克派的军队在拉德福德（什普罗郡）被迫溃逃时，他追随亨利六世左右。1460年他包围和攻占约克公爵在北威尔士的要塞登比城堡。1461年2月兰开斯特派的军队在莫蒂默斯克罗斯败北后，他逃往爱尔兰，后又去苏格兰。1468年在北威尔士登陆，企图解救亨利六世据守的哈莱奇城堡。他占领登比城堡，但后来被赫伯特勋爵威廉所击败。1471年兰开斯特家族在蒂克斯伯里彻底垮台后，他带着侄子里奇蒙的亨利逃往布列塔尼。在那里，亨利由他监护长大成人。1485年8月他与亨利在南威尔士登陆，并在博斯沃思原野作战。亨利七世茨给他贝德福德公爵领地（1485年），以酬谢他的功劳。1486—1494年出任爱尔兰总督，在镇压1486—1487年的叛乱中起过主要作用。

## 婚姻与孩子
贾斯珀1485年11月7日与凯瑟琳·伍德维尔(白金汉公爵遗孀，大约1458–1509)结婚，一子夭折。有两个私生女：
- 海伦·都铎（母Mevanvy or Myvanwy ferch N（约1459年生于威尔士，1485年之前死亡））, 嫁给伦敦的skinner William Gardiner(生于约1450年)，生有Thomas Gardiner、Prior of Tynemouth和四个女儿菲利帕、玛格丽特、碧翠丝和安妮。丈夫死后再嫁William Sybson. [2]
- 琼·都铎，嫁给威廉·艾普埃文（William ap Yevan (Yevan Williams和Margaret Kemoys之子)），并成为摩根·艾普威廉Morgan ap William（或Williams）的继母（1479生于威尔士格拉摩根郡的拉尼申（英语：Llanishen）），摩根·艾普威廉后来于1499年在诺丁汉郡的帕特尼教堂迎娶了凯瑟琳·克伦威尔，凯瑟琳·克伦威尔1483年生于伦敦帕特尼，弟弟是托马斯·克伦威尔。凯瑟琳·克伦威尔与摩根·艾普威廉的玄孙是第一代护国公奥利弗·克伦威尔，意味着奥利弗·克伦威尔是威尔士皇室都铎家族的后代。